# Acrolophus ceramochra
Acrolophus ceramochra är en fjärilsart som beskrevs av Edward Meyrick 1929. Acrolophus ceramochra ingår i släktet Acrolophus och familjen Acrolophidae. Inga underarter finns listade i Catalogue of Life.